# 131a Divisió Cuirassada Centauro
La 131a Divisió Cuirassada Centauro va ser una divisió blindada del Regio Esercito italiano, constituïda el 20 d'abril de 1939 a Cremona a partir de la 1a Brigata Corazzata. Durant el transcurs de la Segona Guerra Mundial va ser desplegada a Albània, participant successivament a les invasions de Grècia i Iugoslàvia. Les unitats principals de la divisió (el Comandament, el 31° Reggimento Carristi i el 5° Reggimento de Bersaglieri) van ser enviats a Tunísia el novembre de 1942. La divisió va ser pràcticament anihilada durant els darrers dies de març de 1943 durant els combats a Tunísia, sent finalment dissolta a l'abril d'aquell any.

## Història
La 1a Brigada Blindada va ser formada l'abril de 1937, i, juntament amb la 132a Divisió Cuirassada  Ariete, formaven el Cos Blindat Italià. Totes dues divisions van prendre part en les primeres maniobres a nivell de cos, realitzades a la vall del Po a finals de la dècada de 1930. Al febrer de 1939, la Centauro va ser redissenyada com a divisió.

### Els Balcans
La Centauro inicià el seu entrenament a Siena, equipada amb tanquetes L 3/35 i Fiat M11/39s, sent transferida durant l'estiu de 1940 a Albània, a la regió de Tirana.
Enquadrada en el XXV Cos, va ser desplegada en dues columnes quan s'iniciaren les hostilitats contra Grècia. A l'inici de la campanya, el 28 d'octubre de 1940, la divisió estava formada per 4.000 homes, 163 tancs L i 24 peces d'artilleria. El desembre de 1940 rebé els seus primers tancs M13/40, desplegant-se el gener de 1941 a i perdent diversos dels seus tancs a causa del foc grec.
La columna principal (inclòs el component blindat de la divisió), desplegada al congost de Kalibaki, no va aconseguir trencar les defenses enemigues, i quan s'inicià el contraatac grec, va ser emprada per cobrir la retirada de les divisions Ferrara i Modena. Successivament va ser emprada en forma de destacaments a diversos punts del front.
Retirada del front el 4 de febrer de 1941, inicià la seva reorganització, rebent el 1r regiment de Bersaglieri, així com que el 4t batalló cuirassat va rebre tancs M, que van substituir els tancs L. A finals de març va ser enviada a enfrontar-se a les tropes iugoslaves, formant part del XVII Cos.
Als combats a Iugoslàvia va tenir violents enfrontaments a Prini That i Prini Banush, aconseguint finalment trencar les línies enemigues i capturar Kopliku, tot i el seu equip desfasat. El 17 d'abril va arribar a la ciutat de Dubrovnik, on finalment es trobà amb l'avantguarda de la 133a Divisió Blindada Littorio, que venia de Zadar.
L'11 de maig inicià les operacions d'embarcament per tornar a Itàlia.

### Reestructuració
De tornada a Itàlia, la divisió va ser desmembrada, perdent el 1r regiment de Bersaglieri i el 31è Blindat, sent substituït pel 131è Regiment Blindat, equipat principalment amb tancs francesos capturats com a botí de guerra. Posteriorment, el 31è Blindat, equipat amb tancs M és reincorporada a la divisió, que és enviada al Piemont a les ordres del general Carlo Calvi di Bergolo i enquadrada al XXII Cos.
Amb l'experiència assolida lluitant al desert occidental, les divisions blindades italianes van ser reorganitzades en una estructura de 3 batallons cuirassats i 3 d'infanteria, combinats amb un gran regiment d'artilleria que incloïa dos batallons de canons autopropulsats i un batalló antiaeri i batallons de reconeixement orgànic i enginyers. L'agost de 1942 se'ls ordenà que es preparessin per traslladar-se a Líbia.

### Desert occidental
La divisió Centauro es va perdre les dues batalles d'El Alamein, arribant al nord d'Àfrica durant la retirada d'Egipte a Líbia a finals de 1942. La divisió no va combatre a la campanya de Tunísia com un conjunt orgànic complet, car les unitats que la componien no van ser mai enviades des de la península Itàlica i, a més, les parts que van ser enviades, només desembarcar, eren immediatament enviades al front com a afegits d'altres unitats, ja fossin del Regio Esercito o de la Wehrmacht. Així doncs, la major part dels tancs (14è i 17è batalló) van operar a les ordres del Raggruppamento Cantaluppi, que ja s'havia fet càrrec de les restes de les divisions cuirassades Ariete i de la Littorio. Finalment, després d'una sèrie d'adquisicions i pèrdues d'unitats, a inicis de 1943 el Raggruppamento Cantaluppi prendria el nom de Divisió Centauro. La divisió va tenir un paper principal en la batalla del Pas de Kasserine.
El 20 de març de 1943, la divisió Centauro, que es trobava estacionada a la ciutat tunesina de Gafsa va rebre l'atac del II Cos estatunidenc al complet. La divisió va resistir les forces enemigues, però a causa de la seva superioritat numèrica i en equip, els italians només van poder resistir 12 dies, i no va ser fins al 31 de març quan va ser rellevada per la 21a Divisió Panzer alemanya. Tot i això, encara que havia pogut mantenir la línia, la divisió Centauro havia quedat pràcticament anihilada, motiu pel qual la seva dotació de bersaglieri va quedar agregada al Kampfgruppe Manteuffel, mentre que els seus tancs, encara que sota comandament italià, quedaven afegits a la 10a Divisió Panzer.
La 131a Divisió blindada Centauro va restar a Tunísia fins al final de la campanya, rendint-se l'abril de 1943.

## Composició orgànica de la divisió
20 d'abril de 1939
- 31° Reggimento Carristi:
  - 1° (7°), 2° (8°), 3° (10°) i 4° (31°) Battaglione Carri L[6] (els nombres entre parèntesis indiquen els batallons autònoms L originals)
- 5° Reggimento Bersaglieri:
  - 22° Battaglione Motociclisti
  - 14° e 24° Battaglione Autoportato
- 131° Reggimento Artiglieria Corazzata:
  - 1°, 2°, 3° Gruppo (todos ellos 75/27 transportables)
- 131ª Sezione Sanità
- 131° Autoreparto
- 79ª Sezione carabinieri
- 80ª Sezione carabinieri

1942
- 31° Reggimento Carristi:
  - 14°, 15°, 17° Battaglione Carri M
- 5° Reggimento Bersaglieri:
  - 21° Battaglione Motociclisti
  - 14° e 24° Battaglione Autoportato
- 131° Reggimento Artiglieria Corazzata:
  - 1° e 2° Gruppo 75/27 (transportables)
  - 3° Gruppo 105/28 (transportables)
  - 554° Gruppo semoventi con 75/18
- 31° Battaglione del Genio
- 131ª Sezione Sanità
- 131ª Sezione Sussistenza

## Comandants de la Divisió
- general Giovanni Magli – estiu de 1940 - febrero de 1941.
- general Pizzolato – febrer de 1941 - marzo de 1942.
- general Carlo Calvi di Bergolo – març de 1942 fins a la dissolució de la Divisió.